# Ga'anda (peuple)
Pour les articles homonymes, voir Ga'anda.
Ne doit pas être confondu avec Ganda (peuple).
Les Ga'anda sont une population d'Afrique de l'Ouest vivant au nord-est du Nigeria, dans la basse vallée de la Gongola – principal affluent de la Bénoué –, sur les collines Ga'anda.

## Ethnonymie
Selon les sources et le contexte, on observe plusieurs formes : Gabin, Ganda, Kabin, Kanda, Mokar.

## Langues
Leur langue est le ga'anda, une langue tchadique, dont le nombre de locuteurs était estimé à 43 000 en 1992. Le haoussa et le peul sont également utilisés.

## Culture

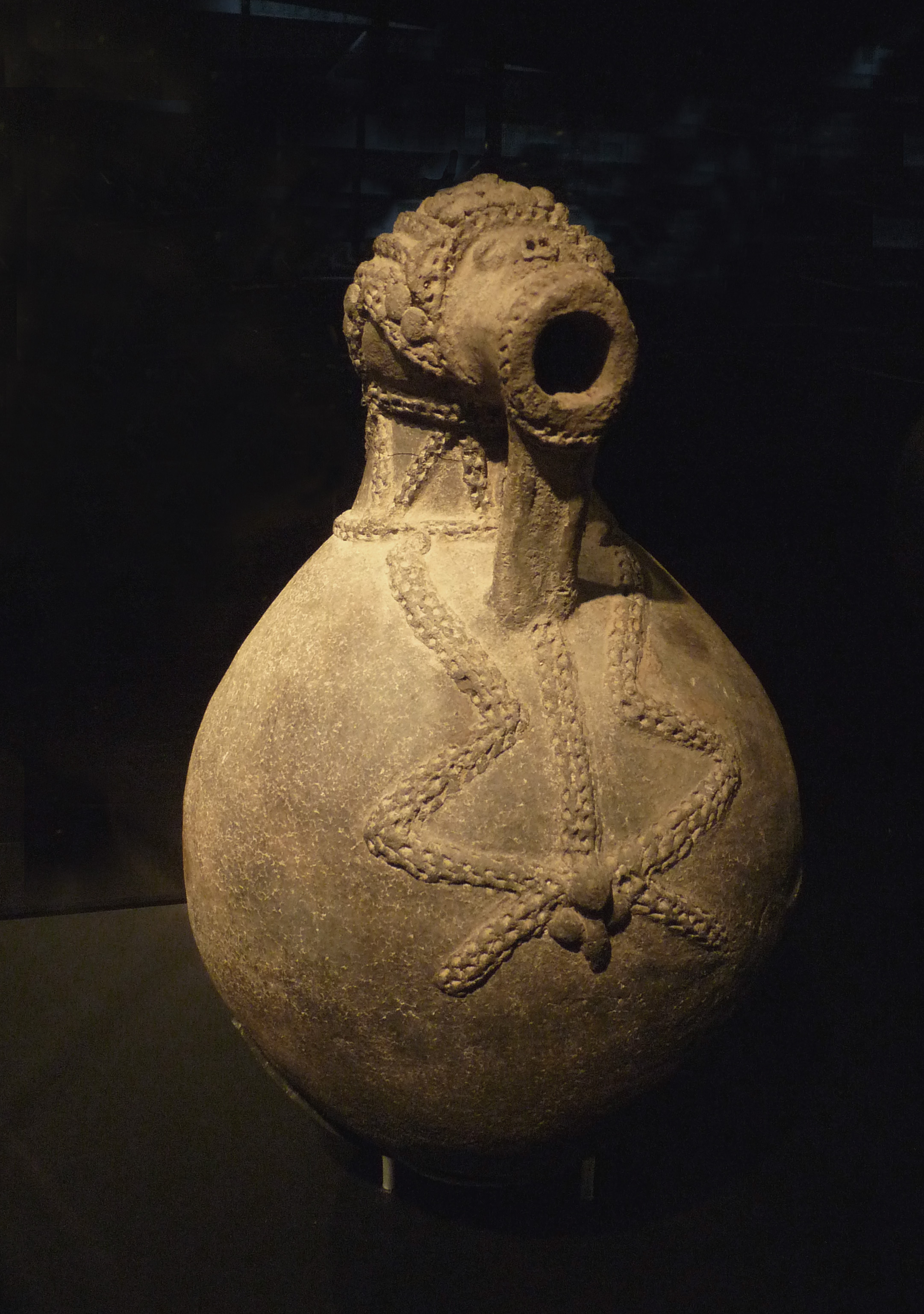
Pot à esprit Mbir'thleng'nda
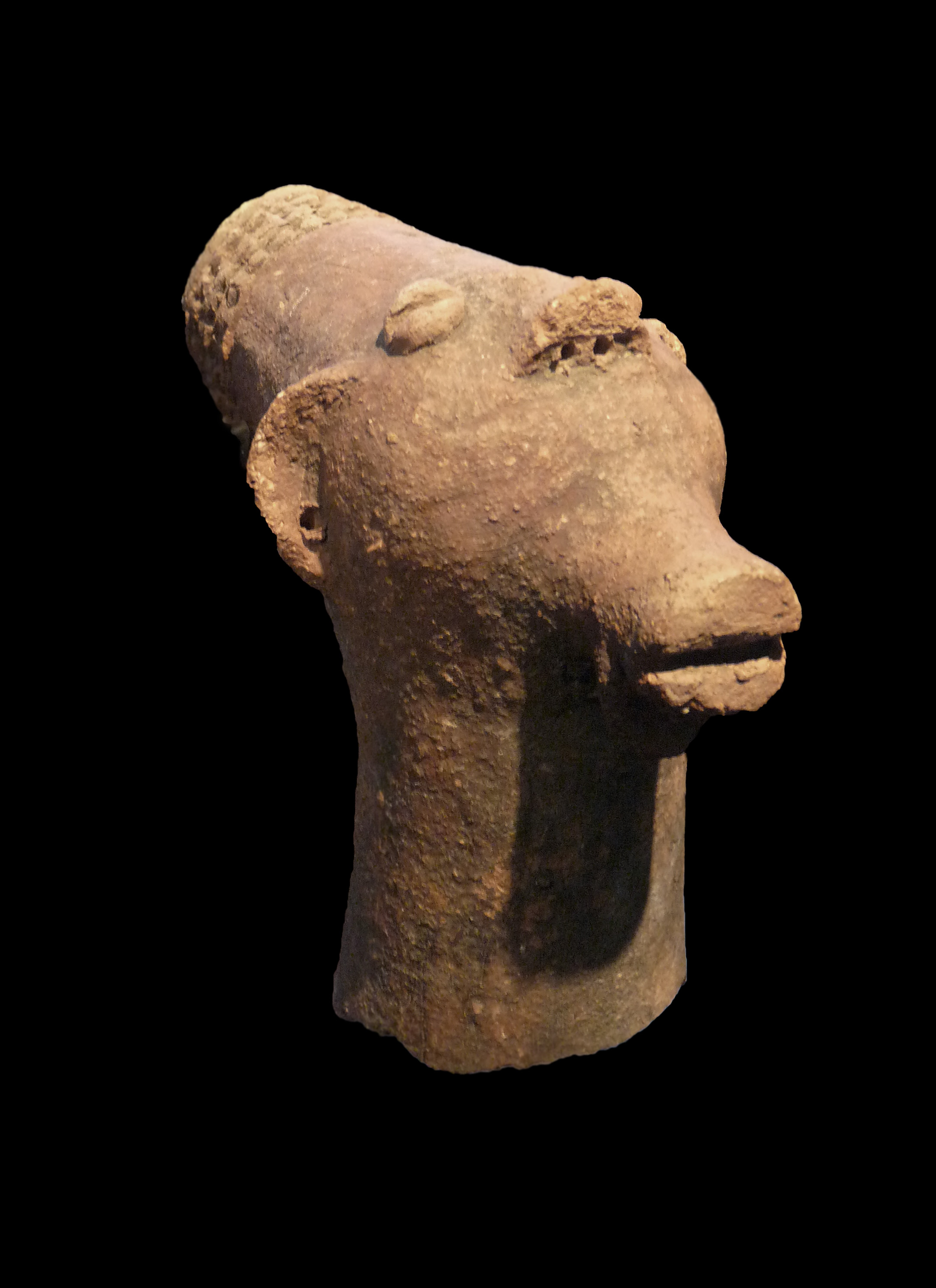
Fragment de tête shembera